# Yūki Aizu
Yūki Aizu (japanisch 会津 雄生 Aizu Yūki; * 1. August 1996 in der Präfektur Tokio) ist ein japanischer Fußballspieler.

## Karriere
Aizu erlernte das Fußballspielen in der Jugendmannschaft von Kashiwa Reysol und der Universitätsmannschaft der Universität Tsukuba. Seinen ersten Vertrag unterschrieb er 2019 beim FC Gifu. Der Verein aus Gifu, einer Großstadt in der Präfektur Gifu auf Honshū, der Hauptinsel von Japan, spielte in der zweiten japanischen Liga, der J2 League. Am Ende der Saison 2019 stieg der Verein in die J3 League ab. Für Gifu absolvierte er insgesamt 15 Ligaspiele. Im März 2021 ging er nach Europa. Hier unterschrieb er in Schweden einen Vertrag beim FC Linköping City. Der Verein aus Linköping spielte in der dritten schwedischen Liga, der Division 1.